# 阔叶蒲桃
阔叶蒲桃（学名：Syzygium latilimbum）是桃金娘科蒲桃属的植物。分布于泰国、越南以及中国大陆的广西、广东、云南等地，生长于海拔600米至1,500米的地区，常生长在湿润的低地森林，目前尚未由人工引种栽培。